# レオナルド・ダ・ヴィンチ (サウロ級潜水艦)
レオナルド・ダ・ヴィンチ（イタリア語：Leonardo Da Vinci, S 520）は、イタリア海軍のサウロ級潜水艦3番艦でサウロ級第2シリーズに分類される。艦名はレオナルド・ダ・ヴィンチに由来する。

## 艦歴
「レオナルド・ダ・ヴィンチ」は、イタルカンティエリモンファルコーネ造船所で建造され1978年6月8日に起工、1980年10月20日に進水、1981年10月21日に就役する。
1989年にはTapon国際演習に参加した。これにより本艦は第二次世界大戦後、初めてジブラルタル海峡を横断し大西洋で行動したイタリア海軍潜水艦となった。
1990年代前半期に近代化改修工事を受け、電池、補機の一部更新と、居住区の改良が行なわれた。
2009年時点ではラ・スペツィア海軍基地において退役準備中であり、代替艦が就役するまでの間は練習および実験潜水艦の任務に就く。